# Crouttes-sur-Marne
Crouttes-sur-Marne és un municipi francès situat al departament de l'Aisne i a la regió dels Alts de França. L'any 2007 tenia 647 habitants.

## Demografia

### Població
El 2007 la població de fet de Crouttes-sur-Marne era de 647 persones. Hi havia 252 famílies de les quals 68 eren unipersonals (36 homes vivint sols i 32 dones vivint soles), 76 parelles sense fills, 100 parelles amb fills i 8 famílies monoparentals amb fills.
La població ha evolucionat segons el següent gràfic:
Habitants censats

### Habitatges
El 2007 hi havia 332 habitatges, 263 eren l'habitatge principal de la família, 32 eren segones residències i 37 estaven desocupats. 304 eren cases i 17 eren apartaments. Dels 263 habitatges principals, 185 estaven ocupats pels seus propietaris, 66 estaven llogats i ocupats pels llogaters i 12 estaven cedits a títol gratuït; 4 tenien una cambra, 18 en tenien dues, 52 en tenien tres, 76 en tenien quatre i 113 en tenien cinc o més. 202 habitatges disposaven pel capbaix d'una plaça de pàrquing. A 115 habitatges hi havia un automòbil i a 120 n'hi havia dos o més.

### Piràmide de població
La piràmide de població per edats i sexe el 2009 era:
| Homes | Edats   | Dones |
| ----- | ------- | ----- |
| 0     | 95 o +  | 0     |
| 0     | 90 a 94 | 4     |
| 0     | 85 a 89 | 8     |
| 0     | 80 a 84 | 0     |
| 12    | 75 a 79 | 16    |
| 16    | 70 a 74 | 16    |
| 20    | 65 a 69 | 12    |
| 12    | 60 a 64 | 16    |
| 12    | 55 a 59 | 8     |
| 16    | 50 a 54 | 16    |
| 24    | 45 a 49 | 16    |
| 16    | 40 a 44 | 32    |
| 36    | 35 a 39 | 16    |
| 32    | 30 a 34 | 36    |
| 16    | 25 a 29 | 20    |
| 4     | 20 a 24 | 12    |
| 20    | 15 a 19 | 16    |
| 20    | 10 a 14 | 24    |
| 20    | 5 a 9   | 40    |
| 24    | 0 a 4   | 20    |

## Economia
El 2007 la població en edat de treballar era de 424 persones, 344 eren actives i 80 eren inactives. De les 344 persones actives 310 estaven ocupades (173 homes i 137 dones) i 34 estaven aturades (16 homes i 18 dones). De les 80 persones inactives 24 estaven jubilades, 26 estaven estudiant i 30 estaven classificades com a «altres inactius».

### Ingressos
El 2009 a Crouttes-sur-Marne hi havia 260 unitats fiscals que integraven 647,5 persones, la mediana anual d'ingressos fiscals per persona era de 20.020 €.

### Activitats econòmiques
Dels 12 establiments que hi havia el 2007, 1 era d'una empresa alimentària, 4 d'empreses de construcció, 2 d'empreses de comerç i reparació d'automòbils, 1 d'una empresa de transport, 1 d'una empresa d'hostatgeria i restauració, 2 d'empreses immobiliàries i 1 d'una entitat de l'administració pública.
Dels 7 establiments de servei als particulars que hi havia el 2009, 1 era un taller de reparació d'automòbils i de material agrícola, 1 paleta, 3 lampisteries i 2 agències immobiliàries.
L'any 2000 a Crouttes-sur-Marne hi havia 52 explotacions agrícoles que ocupaven un total de 378 hectàrees.

## Equipaments sanitaris i escolars
El 2009 hi havia una escola elemental.

## Poblacions més properes
El següent diagrama mostra les poblacions més properes.